# شهرستان نیژنکامسکی
شهرستان نیژنکامسکی (به لاتین: Nizhnekamsky District) یک شهرستان در روسیه است که در تاتارستان واقع شده‌است.